# Leona (voornaam)
Leona is een voornaam die is gebaseerd op het Latijnse woord voor leeuw, leo en het Oudgriekse λέων (leon). In een aantal Germaanse talen heeft het ook de betekenis van donder.
Het is een vrouwelijke variant van de jongensnamen Leo of Leon.

## Bekende naamdraagsters
- Leona Detiège, Belgische politica
- Leona Helmsley, Amerikaanse zakenvrouw
- Leona Lewis, Britse zangeres
- Leona Philippo, Nederlandse zangeres en actrice
- Leona Woods, Amerikaanse natuurkundige